# Polentani
Polentani o Da Polenta foren una família de Ravenna, que va exercir altes funcions al llarg del segle xiii i va assolir la senyora el 1275, que va conservar fins al 1440.
La família apareix esmentada des del 1169. Era de tendència güelfa. Van ser senyors del castell de Polenta, prop de Bertinoro, que pertanyia a l'arquebisbe de Ravenna, i aquest tenia subinfeudat al monestir de San Giovanni Evangelista. El primer membre conegut es Guiu, el fill del qual, Jeremies, el 1169 va prendre part a la guerra contra Forli i Faenza per la possessió de Castiglione, i va rebre la senyoria del castell de Polenta del monestir de San Giovanni Evangelista el 6 d'agost de 1182, juntament amb son germà Lambert.
Guiu va tenir nombrosos fills: Azzolí, Jerard III, Joan, Ingebald, Jeremies, Lambert, Alberic i Raquilísia.
Com a funcionaris de la cúria arquebisbal van augmentar la seva importància al segle xiii, obtenint càrrecs i honors i entrant al consell general del comú. Durant la vacant en l'arquebisbat van participar també a la manumissió dels béns de l'església i a diversos esdeveniments politics. El 1240, quant Ravenna fou ocupada pels imperials, ja tenien una posició de primer ordre i eren el principal suport dels Traversari al consell.
Quan el 1243 la ciutat va retornar al domini directe de l'arquebisbe el caps familiars Alberic i Guiu (el primer fill de Guiu i el segon fill de Lambert i net de Guiu) foren expulsats a la Pulla però van poder tornar el 1248 i van entrar al consell del comú on altre cop van donar suport als Traversari.
El 28 de setembre de 1270 va morir el bisbe Felip, encarregant un bon repartiment del poder entre Traversari i Polentani. Aquesta darrera família tenia ara dos branques: la representada per Guiu Menor Polentani, el fill de Lambert, i la de Guiu Major Polentani o Guiu Riccio ((+ 1293), fill d'Alberic. Aquest darrer va rebre la senyoria de Comacchio i Guiu Menor els càrrecs de Ravenna; però aviat es van enfrontar i Guiu Riccio es va aliar als Traversari. Aquestes lluites foren simultànies a l'expulsió dels gibel·lins Lambertazzi a Bolonya, obra de la família güelfa dels Geremei que va fer possible que Guiu de Montefeltro s'apoderés de Forli i Cervia, que va deixar a Montefeltro com a veïns dels Polentani i Malatesta (vers 1265). Aquesta darrers es van aliar amb el Malatesta en teoria contra els Montefeltro, però Guiu Menor o el vell amb l'ajut de la cavalleria dels Malatesta va imposar-se a Ravenna i assolir la senyoria. Francesca Polentani, la filla de Guiu Menor, fou donada en matrimoni a Gianciotto Malatesta. La revolta que va seguir dels Traversari fou derrotada i foren expulsats de la ciutat.
Guiu Menor va tenir nombrosos fills: del primer matrimoni a Lambert, Francesca, Sanaritana, Ostasi i Bernardí; del segon a Guiot; i del tercer a Bannino. Va deixar la senyoria a la seva mort (1297) a dos fills: Lambert I i Bernardí (el segon fill Ostasi el va premorir). Lambert va governar a Ravenna i Bernardí Polentani ho va fer a Cervia. El 1312 va arribar a Ravenna Robert d'Anjou i va participar en la lluita contra l'emperador Enric VII. Bernardí va morir el 22 d'abril de 1313 i el seu germà Lambert I el va seguir el 1316. Lambert només va deixar un fill, anomenat Folc, que el va premorir. La successió va passar als fills d'Ostasi, que eren preferents als de Bernardí.
Ostasi tenia cinc fills: Azzó (mort vers el 1315), Samaritana, Guiu, Jeremies (mort el 1315) i Rinald, i la successió va passar al major Guiu dit Novello o el jove que va tenir per hoste a Dant i va governar fins als primers mesos del 1322; estant absent el cosí Ostasi va donar un cop d'estat (20 de setembre de 1322), va matar el germà de Guiu, Rinald Polentani, i va assolir el poder. Ostasi es va apoderar també de Cervia governada per una altra branca dels Polentani.
Bernardí de Cervia havia tingut quatre fills: Polènsia, Ostasi I, Zaffone (mort el 1359, que va tenir una filla de nom Primavera) i Guillem (mort el 1340, deixant dos fills, Vital i Joan).
Ostasi va morir el 14 de novembre de 1346 segons alguns assassinat pel seu fill Bernardí. Va tenir ser fills: Samaritana, Antoni, Joana, Vital, Bernardí, Lambert i Pandolf, però el 1346, Antoni i Vital ja havien mort, i la successió va passar als seus altres fills Bernardí I, Lambert II i Pandulf, però el primer va quedar sol el 1347 després de matar als seus germans. Va governar fins a la seva mort el 14 de novembre de 1359.
El va succeir el seu únic fill Guiu III que va governar 30 anys, pacíficament fins que fou empresonat pels fills, Bernardí, Ostasi II, Obizzo, Aldobrandí, Azzo i Pere Polentani, i fou deixat morir de gana (1389).
Els sis germans van assolir conjuntament el poder, però tots van morir menys Obizzo que va quedar sol el 1406. Estret aliat de Venècia va imposar al seu fill i hereu la condició, per heretar Ravenna, de ser aliat a Venècia. Va morir el 31 de gener de 1431 i el va succeir el seu fill Ostasi III al que el 1438 el milanesos van derrotar i van imposar la seva aliança trencant amb Venècia. Dos anys després la flota veneciana desembarcà a Ravenna i va ocupar la ciutat sense quasi lluita, i el 1441 va declarar annexionada la senyoria. Ostasi fou desterrat i després assassinat.
La branca de Comacchio oberta per Guido Riccio va tenir continuïtat almenys fins al segle xv. Guiu va deixar quatre fills: Alberic, Jeremies, Amable i Francesc i d'aquest darrer es coneixen fills, nets (un net Francesc va morir el 1414) i besnetes. Comacchio va retornar a la línia principal a la mort de Riccio el 1293.

## Senyors de Ravenna de la família Polentani
- Guiu I Polentani 1275-1297
- Lambert I Polentani 1297-1316
- Guiu II Polentani 1316-1322
- Ostasi I Polentani 1322-1346
- Bernardí I Polentani 1346-1359
- Pandulf Polentani 1346-1347
- Lambert II Polentani 1346-1347
- Guiu III Polentani 1359-1389
- Azzo Polentani 1389-1394
- Ostasi II Polentani 1389-1396
- Bernardí II Polentani 1389-1400
- Pere Polentani 1389-1404
- Aldobrandí Polentani 1389-1406
- Obizzo Polentani 1389-1431
- Ostasi III Polentani 1431-1441
- A Venècia 1441